# بطاقات بوكيمون التجارية

لعبة بوكيمون البطاقات بوكيمون
لعبة بطاقات بوكيمون التجارية، هي لعبة بطاقات من شركة كريتشرز و بوكيمون، نزلت اللعبة في اليابان في أكتوبر 1996، في عام 2024 يوجد أكثر من 52.9 مليون بطاقة بوكيمون في جميع أنحاء العالم
تم تطوير لعبة بطاقات البوكيمون التجارية في اليابان، استنادًا إلى لعبة فيديو Pokémon Red وBlue وYellow Game Boy لعام 1996 من نينتندو.  تم نشره لأول مرة في أكتوبر 1996 بواسطة Media Factory في اليابان.  في الولايات المتحدة، تم نشره لأول مرة بواسطة ويزاردز أوف ذا كوست ، في نهاية عام 1998 للاستفادة من شعبية البوكيمون في الولايات المتحدة.  على مدى السنوات الخمس التالية، نشرت Wizards of the Coast أكثر من اثنتي عشرة مجموعة توسعة للعبة، مما سمح للشركة ببيع ملايين البطاقات وكسب إيرادات من بوكيمون أكثر مما حققته من Magic: The Gathering في السنوات العشر الأولى.  اشترت Hasbro Wizards of the Coast في سبتمبر 1999 مقابل 325 مليون دولار بناءً على قوة ترخيص بوكيمون.  في عام 2001، أنشأت نينتندو شركتها التابعة بوكيمون و.م.أ , Inc.، حتى تتمكن من استعادة حقوق الترخيص الأمريكية للعبة.  في يونيو 2003، نقلت نينتندو حقوق النشر من Wizards of the Coast إلى بوكيمون .  رفعت ويزاردز دعوى قضائية ضد نينتندو في 1 أكتوبر 2003 واتهمت الشركة بالصيد الجائر للموظفين وانتهاك براءة اختراعها. تمت تسوية الدعوى خارج المحكمة. 
لعبة بطاقات بوكيمون التجارية هي لعبة بطاقات تعتمد على الإستراتيجية ويتم لعبها عادةً على حصيرة لعب معينة أو رقميًا على عميل اللعبة الرسمي Pokémon TCG Live حيث يستخدم لاعبان (يتولىان دور لاعب بوكيمون ) البوكيمون الخاص بهما لمحاربة بعضهما البعض. يُشار إلى البوكيمون الذي تعرض لأضرار كافية من الهجمات - التي تصل إلى نقاط الصحة الخاصة به أو تتجاوزها - على أنها "Knocked Out"، مما يمنح الخصم بطاقة جائزة؛ ومع ذلك، فإن آليات البطاقات القوية مثل بوكيمون ف و بوكيمون إي إكس تمنح بطاقات جوائز إضافية عند Knocked Out. 
يعد الحصول على جميع بطاقات الجوائز الستة هو شرط الفوز الأكثر شيوعًا. الطرق الأخرى للفوز هي عن طريق "الضربة القاضية" أو عن طريق إزالة كل بوكيمون الخصم أثناء اللعب - النشط وتلك الموجودة على مقاعد البدلاء (أي الصف الموجود خلف النشط الذي يمكنه استيعاب ما يصل إلى خمسة بوكيمون إضافيين لدعم واستبدال البوكيمون النشط إذا تراجع أو "Knocked Out")، أو بواسطة Deked Out - إذا لم يكن لديه أي أوراق متبقية في المجموعة ليسحبها عند المنعطف التالي للخصم. 
يبدأ اللاعبون بجعل أحد اللاعبين يختار الصورة أو الكتابة، بينما يقوم الآخر برمي العملة المعدنية؛ سيقرر الفائز بقلب العملة من سيذهب أولاً أو ثانيًا. (يمكن استخدام النرد بدلاً من العملات المعدنية، حيث تمثل الأرقام الزوجية الرؤوس والأرقام الفردية التي تمثل الذيول؛ كما يُستخدم النرد بشكل أساسي في البطولات الرسمية التي تنظمها شركة بوكيمون). لا يمكن للاعب الذي يذهب أولاً أن يهاجم أو يلعب بطاقة الداعم (بطاقة تأثيرات المدرب القوية) في دوره الأول. يخلط اللاعبون أوراقهم ويسحبون سبع بطاقات، ثم يضع كل منهم بوكيمون أساسيًا واحدًا في اللعب باعتباره البوكيمون النشط. هذا البوكيمون هو الذي يهاجم ويتلقى الضرر بشكل نشط. إذا لم يكن لدى اللاعب أي بوكيمون أساسي، فيجب عليه استدعاء موليجان ، والتبديل، ثم رسم يد أخرى حتى يرسم بوكيمون أساسيًا؛ يجوز للخصم سحب بطاقة إضافية واحدة لكل موليجان. بمجرد أن يكون لدى كلا اللاعبين بوكيمون أساسي واحد على الأقل، يمكنهم لعب ما يصل إلى خمسة بوكيمون أساسي آخر على مقاعدهم، ثم أخذ البطاقات الستة الأولى من مجموعتهم ووضعها على الجانب كبطاقات جائزة.  
يتناوب اللعب بين اللاعبين الذين قد يتخذون العديد من الإجراءات أثناء دورهم، بما في ذلك لعب بوكيمون أساسي إضافي، وتطوير البوكيمون الخاص بهم، وإرفاق بطاقة الطاقة، ولعب بطاقات المدرب، واستخدام قدرات البوكيمون وهجماته. بعد لعب بطاقات المدرب، يتم التخلص من البطاقات من خلال تأثيرات بطاقات المدرب أو القدرات، وبعد "إقصاء" البوكيمون، يتم وضعها في كومة المهملات.  يمكن للاعب أيضًا سحب البوكيمون النشط الخاص به، وتبديل البوكيمون النشط بواحد على مقاعد البدلاء عن طريق دفع تكلفة تراجع البوكيمون النشط لعدد معين من الطاقات. على حساب إنهاء الدور، يمكن للاعبين استخدام إحدى هجمات البوكيمون النشطة الخاصة بهم بمجرد استيفاء العدد المطلوب وأنواع الطاقة المرتبطة بهذا البوكيمون. يتم بعد ذلك تنشيط التأثيرات الناتجة عن هذا الهجوم وقد يتم إلحاق الضرر بالبوكيمون المدافع، والذي قد يتغير بناءً على ضعف نوع البوكيمون المدافع أو سياسات المقاومة، و/أو من خلال أي تأثيرات أخرى على البوكيمون المدافع. يتناوب اللاعبون في الهجوم حتى يفوز اللاعب إما من خلال أحد شروط الفوز المذكورة أعلاه أو عن طريق التنازل.  
تصور بطاقات البوكيمون واحدًا أو عدة بوكيمون من سلسلة بوكيمون ، ونوعًا أو نوعين من العناصر، وهجومًا واحدًا أو أكثر و/أو قدرة، وكمية معينة من الصحة. البوكيمون الأساسي هو بوكيمون لم يتطور ويمكن لعبه مباشرة على المقعد؛ لديهم المرحلة 1، المرحلة 2، و/أو التطورات الميكانيكية الخاصة. يمكن لكل لاعب أن يكون لديه ما يصل إلى ستة بوكيمون في اللعب: واحد في Active Spot وخمسة على مقاعد البدلاء. 
لدى معظم البوكيمون هجمات تتطلب قدرًا معينًا من الطاقات لاستخدامها. تسبب الهجمات ضررًا للبوكيمون النشط للخصم وأحيانًا تسبب ضررًا إضافيًا للبوكيمون المثبت الخاص بهم؛ قد يكون لها تأثيرات إضافية مثل سحب البطاقات، أو فرض ظروف خاصة (نائمة، أو محروقة، أو مرتبكة، أو مشلولة، أو مسمومة) أو تغيير سطح السفينة و/أو حالة اللوحة الخاصة بالخصم. القدرات، التي كانت تسمى سابقًا Poké-Powers وPoké-Bodies حتى عام 2011،  ليست هجمات، ولكنها تأثيرات خاصة على البوكيمون يمكن تفعيلها مرة واحدة أو عدة مرات أثناء دورها، مثل سحب بطاقات إضافية أو تبديل البوكيمون النشط للخصم بـ أحد البوكيمونات المثبتة، أو يمكن أن تكون سلبية، أي أنها تظل سارية طالما ظل البوكيمون ذو القدرة قيد اللعب. 
النوع الآخر من بطاقات بوكيمون هو تطوير البوكيمونان. على عكس البوكيمون الأساسي، لا يمكن تشغيل تطوير البوكيمونان مباشرة؛ يجب أن يتم وضعها فوق المرحلة السابقة المقابلة من بوكيمون لتطويرها، ولا يمكن لعبها على بوكيمون في نفس الدور الذي تم وضع بوكيمون فيه على المقعد أو أثناء الدور الأول للاعب. تتطور بوكيمون المرحلة الأولى من بوكيمون أساسي، وتتطور بوكيمون المرحلة الثانية من بوكيمون المرحلة الأولى. مع تطور البوكيمون، فإنه يكتسب نقاط صحة وتتغير هجماته، وعادةً ما تصبح أكثر قوة.  على مر السنين، تمت إضافة العديد من الاختلافات المختلفة إلى الآليات القياسية، وأبرزها هي السمة المميزة لسلسلة التوسعة الخاصة بها.
| نوع البطاقة                          | توسيع الإصدار                                      | مرحلة (مراحل) التطور           | علم الميكانيكا |
| ------------------------------------ | -------------------------------------------------- | ------------------------------ | --- |
| بوكيمون ساطع, بوكيمون ☆، بوكيمون مشع | بوكيمون عصابة الرداء الأبيض                        | أساسي                          | واحد لكل مجموعة (باستثناء Shining Pokémon الذي تم إصداره بعد Shining Legends)                                                     |
| بوكيمون إكس, بوكيمون السابقين        | سلسلة EX Ruby & Sapphire ، سلسلة القرمزي والبنفسجي | الأساسية، المرحلة 1، المرحلة 2 | 2 الجوائز، الوثائق الرسمية تكتب الأسماء من الإصدارين بشكل مختلف ولكنها تعمل بنفس الطريقة ويتم التعامل معها على هذا النحو.         |
| بوكيمون إل في. X                     | سلسلة الماس واللؤلؤ                                | المستوى الأعلى                 | 2 الجوائز، يمكن استخدام الهجمات، وقوى النخزة، وأجسام النخزة من تطورها السابق                                                      |
| بوكيمون أسطورة                       | سلسلة HeartGold وSoulSilver                        | أسطورة                         | جائزتان، يجب لعب ورقتين على مقاعد البدلاء في نفس الوقت                                                                            |
| بوكيمون-EX                           | الأقدار القادمة                                    | أساسي                          | جائزتان مختلفتان عن Pokémon-ex |
| ميجا بوكيمون-EX                      | سلسلة XY                                           | ميجا                           | جائزتان، تنتهي الأدوار بعد التطور من Pokémon-EX                                                                                   |
| بوكيمون بريك                         | اختراق                                             | استراحة                        | يزيد من الصحة ويمنح هجوم/قدرة إضافية لتطوره السابق.                                                                               |
| بوكيمون جي اكس                       | مسلسل الشمس والقمر                                 | الأساسية، المرحلة 1، المرحلة 2 | جائزتان، يمكن لكل لاعب استخدام هجوم GX مرة واحدة في كل معركة                                                                      |
| فريق العلامة بوكيمون جي إكس          | شكل فريق                                           | أساسي                          | 3 جوائز، يمكن لكل لاعب استخدام هجوم GX مرة واحدة في كل معركة                                                                      |
| بطاقات بريزم ستار                    | الترا بريزم                                        | أساسي                          | يتم إرسال واحدة من كل بطاقة Prism Star لكل مجموعة إلى المنطقة المفقودة عند التخلص منها                                            |
| بوكيمون V                            | مسلسل السيف والدرع                                 | أساسي                          | 2 جوائز |
| بوكيمون في ماكس                      | مسلسل السيف والدرع                                 | VMAX                           | 3 جوائز، تطورت من Pokémon V |
| بوكيمون الخامس يونيون                | عروض SWSH Black Star                               | V-الاتحاد                      | 3 جوائز، مرة واحدة في كل لعبة لكل اسم V-UNION: أضف أربع بطاقات V-UNION بنفس الاسم إلى المقعد                                      |
| بوكيمون فستار                        | النجوم اللامعة                                     | فستار                          | جائزتان، يمكن لكل لاعب استخدام قوة VSTAR مرة واحدة في كل معركة، وهي تتطور من Pokémon V                                            |
| تيرا بوكيمون السابقين                | سلسلة القرمزي والبنفسجي                            | الأساسية، المرحلة 1، المرحلة 2 | 2 الجوائز، أنواع مختلفة عن العادية ولكنها تستخدم نفس الطاقة، لا يمكن أن تتعرض للضرر من خلال الهجمات أثناء وجودك على مقاعد البدلاء |